# كيازو
كيازو، (بالإنجليزية: Caiazzo)‏، هي مدينة و(بلدية) في مقاطعة كازيرتا، (كامبانيا) في إيطاليا.  وهي تقع على الضفة اليمنى من فولتورنس، على بعد حوالي 20 كيلومترا (12 ميل) شمال شرق كابوا.

## السكان
في سنة 1861 بلغ عدد السكان 5٬817 نسمة، وتطور العدد ليصل في سنة 2011 لـ 5٬657 نسمة.
يظهر هذا المخطط البياني تطور النمو السكاني لـ كيازو